# From (serie de televisión)
From es una serie de televisión estadounidense de terror y ciencia ficción creada por John Griffin para Epix (actualmente denominada MGM+). La serie se estrenó el 20 de febrero de 2022 en Estados Unidos. En abril de 2022, la serie se renovó para una segunda temporada, que se estrenó el 23 de abril de 2023. El 26 de septiembre de 2024 se estrenó la tercera temporada. La serie fue renovada por una cuarta temporada el 22 de noviembre de 2024 con previsión de producirse en 2025 y estrenarse en 2026.

## Argumento
En un aterrador pueblo del centro de Estados Unidos, que atrapa a las personas que entran, los involuntarios residentes luchan por sobrevivir y escapar de él, pero el bosque que lo rodea está plagado de horribles criaturas nocturnas.

## Elenco y personajes
- Harold Perrineau como Boyd Stevens, el sheriff autoproclamado y alcalde de facto del pueblo, que está distanciado de su hijo Ellis. Es un veterano retirado del ejército de los EE. UU. que sirvió en Afganistán e Irak. Su esposa, Abby, fue asesinada durante su estancia en el pueblo y enterrada allí.
- Catalina Sandino Moreno como Tabitha Matthews, la esposa de Jim y madre de Julie y Ethan, los cuales son recién llegados al pueblo. Elige vivir en el pueblo con su esposo y su hijo y todavía está de luto por la reciente pérdida de su hijo menor, Thomas.
- Eion Bailey como Jim Matthews, el esposo de Tabitha y el padre de Julie y Ethan, que vive en el pueblo con su esposa y su hijo. Trabaja con Jade para encontrar una forma de escapar del pueblo y contactar con el mundo exterior.
- David Alpay como Jade Herrera, un rico desarrollador de software que llega al pueblo el mismo día que la familia Matthews. A pesar de su inteligencia, inicialmente es arrogante y agresivo con los residentes del pueblo y lucha con sus nuevas circunstancias.
- Elizabeth Saunders como Donna Raines, la líder de los residentes de la Colonia, que viven separados del pueblo.
- Shaun Majumder como el padre Rudra Khatri (temporada 1; invitado en las temporadas 2 y 3), el sacerdote del pueblo y la voz de la razón en la comunidad. Después de su muerte, continúa apareciendo ante Boyd como una alucinación.
- Scott McCord como Victor Kavanaugh, un peculiar residente de la Colonia que ha estado atrapado en el pueblo desde que era un niño. Eli Arsenault interpreta a Victor cuando era niño.
- Ricky He como Kenny Liu, el ayudante de Boyd y su mano derecha, que vive con sus padres ancianos en el pueblo.
- Chloe Van Landschoot como Kristi Miller, la doctora del pueblo y exparamédica que se separó de su prometida cuando quedó atrapada en el pueblo.
- Pegah Ghafoori como Fatima Hassan, la novia de Ellis, que luego se convirtió en su esposa y una de las residentes de la Colonia.
- Corteon Moore como Ellis Stevens, el hijo de Boyd que vive distanciado de su padre en la Colonia.
- Hannah Cheramy como Julie Matthews, la hija adolescente de Jim y Tabitha y la hermana mayor de Ethan que elige vivir en la Colonia, donde se hace amiga de Ellis y Fatima.
- Simon Webster como Ethan Matthews, el hijo pequeño de Jim y Tabitha y el hermano menor de Julie que vive con sus padres en el pueblo.
- Avery Konrad como Sara Myers, es hermana de Nathan y trabaja en el restaurante del pueblo. Sufre de alucinaciones frecuentes que le ordenan matar a otros residentes del pueblo.
- Paul Zinno como Nathan Myers (temporada 1), el hermano de Sara que vive en el pueblo y cuida de los animales de la granja.
- Elizabeth Moy como Tian-Chen Liu (temporadas 1-3), la madre de Kenny y la esposa de Bing-Qian que dirige el restaurante del pueblo.
- Angela Moore como Bakta (temporada 2-presente), una conductora de autobús que, sin saberlo, lleva a muchos recién llegados al pueblo.
- Kaelen Ohm como Marielle Sinclair (temporada 2-presente), la prometida de Kristi, una enfermera pediátrica y una de las pasajeras del autobús que llega al pueblo.
- A. J. Simmons como Randall Kirkland (temporada 2-presente), un hombre volátil y que se enoja fácilmente y uno de los pasajeros del autobús que llega al pueblo.
- Nathan D. Simmons como Elgin Williams (temporada 2-presente), uno de los pasajeros del autobús que tuvo sueños proféticos sobre el pueblo antes de su llegada.
- Robert Joy como Henry Kavanaugh (temporada 3), el padre de Victor, que vivía en el mundo exterior creyendo que su hijo estaba muerto.
- Samantha Brown como Acosta (temporada 3), una oficial de policía que es llevada al pueblo después de recoger a Tabitha y Henry en el mundo exterior.

### Apariciones

#### Principales
| Boyd Stevens      | Harold Perrineau        | Principal  | Principal | Principal  |  |
| Jim Matthews      | Eion Bailey             | Principal  | Principal | Principal  |  |
| Tabitha Matthews  | Catalina Sandino Moreno | Principal  | Principal | Principal  |  |
| Jade Herrera      | David Alpay             | Principal  | Principal | Principal  |  |
| Donna Raines      | Elizabeth Saunders      | Principal  | Principal | Principal  |  |
| Rudra Kahtri      | Shaun Majumder          | Principal  | Invitado  | Invitado   |  |
| Victor Kavanaugh  | Scott McCord            | Principal  | Principal | Principal  |  |
| Kenny Liu         | Ricky He                | Principal  | Principal | Principal  |  |
| Kristi Miller     | Chloe Van Landschoot    | Principal  | Principal | Principal  |  |
| Ellis Stevens     | Corteon Moore           | Principal  | Principal | Principal  |  |
| Fatima Stevens    | Pegah Ghafoori          | Principal  | Principal | Principal  |  |
| Julie Matthews    | Hannah Cheramy          | Principal  | Principal | Principal  |  |
| Ethan Matthews    | Simon Webster           | Principal  | Principal | Principal  |  |
| Nathan Myers      | Paul Zinno              | Principal  |           |            |  |
| Sarah Myers       | Avery Konrad            | Principal  | Principal | Principal  |  |
| Tian Chen Lui     | Elizabeth Moy           | Recurrente | Principal | Principal  |  |
| Bakta             | Angela Moore            |            | Principal | Recurrente |  |
| Marielle Sinclair | Kaelen Ohm              |            | Principal | Principal  |  |
| Randall Kirkland  | AJ Simmons              |            | Principal | Principal  |  |
| Elgin Williams    | Nathan D. Simmons       |            | Principal | Principal  |  |
| Henry Kavanaugh   | Robert Joy              |            |           | Principal  |  |
| Dani Acosta       | Samantha Brown          |            |           | Principal  |  |

#### Secundarios
| Abby Stevens     | Lisa Ryder     | Invitada   | Recurrente | Recurrente |  |
| Dale             | Cliff Saunders | Recurrente | Recurrente | Recurrente |  |
| Hombre Sonriente | Jamie McGuire  | Recurrente | Recurrente | Invitado   |  |
| Frank Pratt      | Bob Mann       | Recurrente |            |            |  |
| Tobey McCray     | Colby Conrad   | Recurrente |            |            |  |
| Tilly            | Deborah Glover |            | Recurrente | Recurrente |  |
| Mujer del Kimono | Shuoxin Fu     |            |            | Recurrente |  |

## Episodios
| Temporada | Temporada | Episodios | Episodios | Emisión original         | Emisión original        | Emisión original |
| Temporada | Temporada | Episodios | Episodios | Primera emisión          | Última emisión          | Cadena           |
| --------- | --------- | --------- | --------- | ------------------------ | ----------------------- | ---------------- |
|           | 1         | 10        | 10        | 20 de febrero de 2022    | 10 de abril de 2022     | Epix             |
|           | 2         | 10        | 10        | 23 de abril de 2023      | 25 de junio de 2023     | MGM+             |
|           | 3         | 10        | 10        | 22 de septiembre de 2024 | 24 de noviembre de 2024 | MGM+             |

## Lanzamiento
La serie se estrenó en los Estados Unidos por Epix el 20 de febrero de 2022. En Latinoamérica, la serie se distribuye a través de Universal+. En España, está disponible en HBO Max.